# Raketno modelarstvo
Raketno modelarstvo,  tehničko-športska djelatnost koja je spoj zrakoplovno modelarske i raketne tehnike. Podgrana je zrakoplovnog modelarstva. Za pogone svojih modela služi se modelarskim raketnim motorima. Letjelice su građene po pravilu od dostupnih materijala: papira, raznih vrsta plastičnog materijala i raznih vrsta drva, poput balze, smreke i lipe ali i ostalih, ali u dosta manjoj mjeri. Let slobodnoletećih modela ovisi o meteorološkoj situaciji, vjetru i termičkim strujama. Športski propisi FAI-ja opisuju svojstva modelarskih raketnih motora, svojstva modela te način natjecanja. Da bi se smjeli natjecati, modelarski raketni motori moraju imati uvjerenje koje izdaje Zrakoplovni savez (Nacionalni aeroklub) zemlje u kojoj se proizvode navedeni motori. S obzirom na snagu motora totalni impuls u njutn-sekundama, sedam je kategorija, od A (A i A/2) do F.
Motorima promjer ne smije biti manji od 10 mm. Građevni materijali za motore ne smiju biti kovine. Radi sigurnosti, ne smiju eksplodirati tako da postoje krhotine koje lete bočno od motora. Vanjska temperature ne smije prijeći 200 stupnjeva Celzijevih nakon izgaranja, tako da izgoreni motor ne smije nagorjeti model. Mlaz iz motora ne smije biti toliko snažan i vruć da može zapaliti suhu travu ili papir na udaljenosti do 1 metar. Ograničenje modelarskih motora je da moraju raditi dulje od 0,050 sekunda, pogonskog punjenja ne smiju imati više od od 125 grama a totalni impuls ne smije biti veći od 100 Ns. Iznimka je dopuštena u kategoriji maketa S7 koji smiju imati dva motora snage do 80 Ns.
Kategorije u raketnom modelarstvu su:
- S1 - modeli za postizanje visine, visinci
- S2 - modeli s teretom za postizanje visine, teretnjaci
- S3 - modeli za trajanje leta s padobranom, padobranci
- S4 - modeli raketoplana- trajanje leta, su modeli koje se uspinju poput raketa a potom jedre - planiraju poput jedrilica
- S5 - makete za postizanje visine, rakete koje moraju biti vjerne kopije postojećih raketa, modeli koji pri startu moraju postići što veću visinu
- S6 - modeli za trajanje leta s trakom, strimeraši
- S7 - makete, raketni modeli koji moraju biti vjerne kopije postojećih raketa te moraju stabilno letjeti
- S8 - radioupravljani raketoplani, mjeri im se vrijeme leta i preciznost slijetanja na cilj
- S9 - žirokopteri, jednostupanjski modeli koji se moraju spuštati koristeći autorotaciju poput žirokoptera a mjeri se vrijeme leta
- S10 - Rogalo, jednostupanjski model rakete, koji se nakon uspona spušta s mekim, rasklopivim krilima i mjeri se trajanje leta.[1]

U Hrvatskoj je krovna udruga koja povezuje članove: organizacije, klubove, sekcije i pojedince aktiviste, čije je posebno područje zanimanja raketno modelarstvo je Hrvatski astronautički i raketni savez.